# Тиньюр
Тиньюр (англ. Tinure; ирл. Tigh an Iúir) — деревня в приходе Монастербойс, в Ирландии, находится в графстве Лаут (провинция Ленстер). Рядом с деревней проходит автомагистраль M1.
В Тиньюре расположена Римско-католическая церковь — Церковь Божией Матери Непорочного Зачатия, которая была построена в 1894 году.

## Демография
Население — 387 человек (по переписи 2006 года). В 2002 году население составляло 296 человек.
Данные переписи 2006 года:
| Общие демографические показатели |               |                               |                               |      |      |
| Всё население                    | Всё население | Изменения населения 2002—2006 | Изменения населения 2002—2006 | 2006 | 2006 |
| 2002                             | 2006          | чел.                          | %                             | муж. | жен. |
| 296                              | 387           | 91                            | 30,7                          | 187  | 200  |